# 本多俊政
本多 俊政（ほんだ としまさ）は、安土桃山時代の武将、江戸時代前期の大名。大和高取城主で、高取藩初代藩主。諱は、利朝（としとも）や正武（まさたけ）ともされる。

## 生涯
本多利久の長男として生まれた。『系図纂要』では、利久を水野利忠とするが、『戦国人名辞典』 などは、利久は水野半右衛門と名乗り、尾張国岩倉の織田信安の臣だったとする。いずれにしても、俊政は水野氏の出身であった。
改姓の時期は不明だが、『系図纂要』では、本多忠勝もしくは本多三弥（正重）より本多姓を与えられて、俊政の代で兄弟とも改姓したと書かれている。同系図では、今出川義視（足利義視）の次男を家祖としているため、（本多姓は本来は藤原姓だが）源姓本多氏とされる。
父・利久は羽柴秀吉の家臣を経て、その弟・秀長付きとなったが、俊政も同じく秀長に仕え、その配下で（滝川一益の）長島城攻め・賤ヶ岳の戦いに従軍し、翌天正12年（1584年）、従五位下・因幡守に叙任された。
天正年間の末頃に、父から1万石を分知されたという。秀長の死後は豊臣秀保に仕えた。
文禄元年（1592年）、文禄の役では壱岐勝本城に兵500を率いて在番し、朝鮮渡海軍のための兵站物資の海上輸送と島内の治安維持に当たった。
文禄4年（1595年）に秀保が死去すると、豊臣秀吉の直臣となった。同年、紀州の代官を務めて、5,000石または1万石を加増され、併せて2万5,000石の知行となった。
慶長5年（1600年）、徳川家康に従って会津征伐に従軍し、石田三成の挙兵後も、そのまま東軍に与した。このため関ヶ原の役では、居城高取城が西軍に攻められたが、城主不在にもかかわらず家臣だけで守りきって、城は遂に落ちなかった。東軍であるため、戦後も所領を安堵された。
慶長8年（1603年）、父の死去により家督を継いだ。慶長15年（1610年）閏2月8日に死去した。その跡を子の政武（利家）が継いだ。